# Dining club
Un dining club (Regno Unito, letteralmente: Club per pranzare) o eating club (Stati Uniti d'America, letteralmente: Club per mangiare) è un club sociale, che generalmente richiede un'appartenenza (che può o meno essere accettata solo per certe persone), i cui membri si riuniscono su base temporale regolare per pranzare insieme e discutere. Essi possono anche e spesso invitare oratori ospiti.

## Regno Unito
Un dining club differisce da un Club per gentiluomini (gentlemen's club) in quanto non ha sedi permanenti e spesso cambia luogo ove tenere i suoi incontri, anche quelli conviviali.
I Club possono limitare le appartenenze dei soci a coloro che sono in possesso di speciali requisiti di elevato livello. Per esempio il Coningsby Club richiede che i propri membri abbiano fatto parte o dell'Associazione Conservatrice dell'Università di Oxford (OUCA), o di quella di Cambridge (CUCA). Altri possono richiedere agli aspiranti soci di sostenere un esame orale o anche solo pagare una quota di adesione.
Tra i primi dining club vi sono il Pitt Club, il Bullingdon Club e il The 16' Club.

## Stati Uniti
Negli Stati Uniti d'America, gruppi simili sono detti eating club.  Gli Eating club risalgono al periodo tra la fine del XIX e l'inizio del XX secolo e intendevano consentire agli studenti dei college di godere di pasti in comune e di piacevoli discorsi.  Alcuni club sono definiti come bicker clubs (club per discutere) a causa del procedimento di discussione con il quale vengono accettati come membri. Sostituiti in gran parte dal moderno sistema di Fratellanze e sorellanze nel Nordamerica, ove sono ora limitati a pochi college e Università, tra cui la più eminente è l'Università di Princeton sebbene altre Università quali la Stanford University, il Davidson College, il Mount Olive College, e il Reed College, presso le quali vi è la presenza di Eating club. Tra gli eminenti eating club vi sono lo Ivy Club e il Cottage Club.
I Dining club hanno spesso una reciprocità con altri dining club nel Paese o anche in tutto il mondo. Alcuni sono in grado di organizzare reciprocità con altri club sociali privati con possibilità diverse dal pranzare come l'uso di stanze per ospiti per alloggiare una o più notti e palestre. Tra gli esempi di tali club sociali si trova il Penn Club di New York City, che ha reciprocità con l'India House Club al numero 1 di Hanover Square.

## Elenco (non completo) didining club
(Date di fondazione fra parentesi)
Fondazioni del XVIII secolo, o precedenti 
- Hibernian Catch Club (c. 1680)
- Kit-Cat Club (prima del 1705)
- Beefsteak Club (c. 1705)
- October Club (1711–1714)
- Society of Knights of the Round Table (1720)
- Society of Dilettanti (1732)
- Divan Club (1744–1746)
- Friendly Brothers of St Patrick (prima del 1750)
- The Kensington Club (c. 1750-60)
- The Club (1764)
- Lunar Society (1775–1813)
- Bullingdon Club (1780)
- Beaver Club (1785–1830s)

Fondazioni del XIX secolo
- Nobody's Friends (1800)
- Canada Club (1810)[3]
- Trinity College Dublin Dining Club, London (c. 1810)[4]
- Grillions (1812)
- Société des douze (1823)
- Geological Society Dining Club (1824)
- Raleigh Club (1827)
- Pitt Club (1835)
- X-club (1864–1893)
- Myrmidon Club (1865)
- The Whitefriars Club (1868)[5]
- The 16' Club (c. 1875)
- Ivy Club (1879)
- United and Cecil Club (as the Constituency Union in 1881)
- Cottage Club (1886)
- Cap and Gown Club (1890)
- Tiger Inn (1890)
- Colonial Club (1891)
- Omar Khayyám Club (1892)
- Castaways' Club (1895)
- Ye Cherubs (Queens', Cambridge) (1895)
- The Chinese Club (1897)
- Stock Exchange Luncheon Club (1898–2006)

Fondazioni del XX e XXI secolo
- Nova Scotia Club (1900)
- Princeton Charter Club (1901)
- Quadrangle Club (1901)
- Coefficients (1902)
- Princeton Tower Club (1902)
- Terrace Club (1904)
- Square Club (1908)
- Chatham Dining Club (1910)
- The Other Club (1911)
- Cercle de l'Union interalliée (1917)
- Coningsby Club (1921)
- Ratio Club (1949–1958)
- Piers Gaveston Society (1977)
- Strafford Club (1995)
- Syracuse Eating Club (2019 - Current)

## Fiction
- The Thursday Club, un dining club mensile, è rappresentato nel romanzo The Three Hostages di John Buchan.
- The Twelve True Fishermen è il nome di un club nella eponima novella di G. K. Chesterton nella quale il detective Padre Brown risolve il mistero della scomparsa dell'argenteria del club.
- L'annuale pranzo dei The Ten for Aristology è la scena di un delitto nel racconto del 1960 Poison à la Carte con Nero Wolfe.